# Félix Manuaku Waku
Félix Manuaku Waku (alias Pépé Felly), né le 19 août 1954 à Mbanza-Kongo, en Angola,, est un guitariste, chanteur et auteur-compositeur-interprète congolais.
Cofondateur du groupe mythique Zaïko Langa Langa en 1969 et aussi pionnier du style moderne du "sebene", il est considéré comme l'un des guitaristes congolais et africains en général les plus virtuoses.

## Biographie

### Jeunesse et début de carrière
Félix Manuaku Waku est né le 19 août 1964 à Mbanza-Kongo, dans la province du Zaïre en Angola. Il est le deuxième d'une famille de 12 enfants, dont 7 garçons et 5 filles.
Son grand-père, Manuel Mayungu d'Oliveira, chanteur et guitariste actif dans les années 1950, est l'un des artistes pionniers de la rumba congolaise. Le père de Manuaku jouait souvent de la guitare pour le divertissement de son foyer.
À l'âge de 7 mois, il déménage avec sa famille à Kinshasa.
Il a été étudiant à l'Académie des Beaux-Arts de Kinshasa.
Manuaku a affirmé que son intérêt pour la guitare a commencé après avoir assisté à un spectacle du légendaire Franco Luambo Makiadi.
En 1968, il rejoint un groupe de jeunes appelé Bel Guide National, aux côtés de Jossart N'Yoka Longo et Teddy Sukami. 
L'année suivante, précisément en décembre 1969, Bel Guide est dissous par ses administrateurs pour former un nouveau groupe avec des membres choisis du groupe précédemment mentionné, après que Manuaku avec sa guitare ait accompagné le jeune Papa Wemba interprétant la chanson Adios Théthé de Tabu Ley Rochereau, lorsqu'il est venu comme invité à l'une de leurs répétitions. 
C'est alors que le groupe Zaïko Langa Langa est né, dont l’un des premiers membres avec Jossart N'Yoka Longo et Papa Wemba.

### Apogée et création de Grand Zaïko Wawa
Depuis 1973, Félix Manuaku Waku est désigné par la presse congolaise comme le "meilleur guitariste de la troisième école de musique congolaise".
En 1976, il devient membre fondateur du groupe Les Ya Toupas du Zaïre, avec Ray Lema, Bopol Mansiamina et bien d'autres. Le groupe a reçu le "Maracas d'Or" en 1978,.
Manuaku enregistre et sort son premier album Zaïko Wa Wa / Souci Mady en 1978, accompagné de Zaïko Langa Langa et des Ya Toupas.
À la suite d'un problème administratif au sein du groupe Zaïko Langa Langa, en septembre 1980, il quitte le groupe et forme son propre ensemble, Grand Zaïko Wawa, qui a fait connaître de nombreuses stars de l'univers musical congolais dont Defao, Djo Poster Mumbata et Shimita El Diego.

### Collaborations et déménagement à Laussane
Le groupe a été plébiscité en 1984 comme "Meilleur orchestre de l'année" par la presse congolaise, alors zaïroise. 
En 1987, il collabore avec Jimmy Cliff, lors de son passage à Kinshasa, et participe à son album Shout for Freedom.
Félix Manuaku Waku s'installe en Suisse en 1989, où il poursuit sa carrière solo. Dans les années qui suivent, il collabore avec de nombreux artistes mondiaux, dont les saxophonistes Manu Dibango et Robin Kenyatta.
En 2005, il lance le projet Pépé Felly & Band.

### Jubilé d'or
En octobre 2018, Félix Manuaku Waku célèbre ses cinquante ans de carrière musicale à Kinshasa.

## Discographie

### En solo
- 1978 : Zaïko Wa Wa / Souci Mady
- 1997 : Kongo Alchimie

### AvecZaïko Langa Langa
- 1974 : Non Stop Dancing
- 1976 : Plaisir de l'Ouest Afrique

### Avec le Grand Zaïko Wawa
- 1982 : Le maître Manuaku Waku et le Grand Zaïko Wawa
- 1983 : Eke ya pamba
- 1984 : Santamaria
- 1984 : Mindondo / 15
- 1985 : Mwasi ya Solo
- 1986 : Drapeau Blanc
- 1986 : Empire Bakuba et Grand Zaïko Wawa
- 1987 : Menace de Divorce
- 1987 : Krishna
- 1988 : Jalousie abat
- 1989 : Ba pensées
- 1989 : Éxperience 9
- 1994 : Drapeau Blanc